# Cratere Horowitz
Horowitz  è un cratere sulla superficie di Marte.